# Sanguo Zhi
Sanguo Zhi eller "Optegnelser om de Tre Kongeriger" er en kinesisk historisk tekst, der dækker historien for den sene østlige Han-dynasti (ca. 184-220 e.Kr.) og De tidlige tre kongedømmers periode (220-280 e.Kr.). Det er bredt anerkendt som den officielle og autoritative historiske tekst for denne periode. Den er skrevet af Chen Shou i det tredje århundrede, og arbejdet kombinerer de mindre historier af de rivaliserende stater i Cao Wei, Shu Han og østlige Wu i De Tre Kongedømmers periode i en enkelt tekst. Referaterne af tre kongeriger dannede grundlag for den historiske roman "Beretningen om de tre kongedømmer" skrevet af Luo Guanzhong i det 14. århundrede.

## Oprindelse og struktur
Sammen med Annalerne af Den Store Historiker, Han's Bog og Bogen om Det Sene Han, er Sanguo Zhi en del af de tidlige fire historieskrivninger i De 24 historieværker. Det indeholder 65 bind og omkring 360.000 kinesiske tegn, der er opdelt i tre bøger. Wei's Bog indeholder 30 bind, Shu's Bog indeholder 15 bind, mens Wu's Bog indeholder 20 bind. Hvert bind er organiseret i form af en eller flere biografier. Omfanget af hver biografi bestemmes af hovedpersonens betydning.
Den oprindelige forfatter var Chen Shou, der blev født i det nuværende Nanchong, i staten Shu. Efter faldet af Shu i 263, blev han en officiel historiker under regeringen i Jin-dynastiet og fik til opgave at skrive en historie om de tre kongerigers periode. Efter faldet af Wu i 280 fik hans arbejde anerkendelse af det ledende minister Zhang Hua. Forud for Jin-dynastiet havde begge de to stater Wei og Wu allerede deres officielle historie, såsom Bogen om Wei af Wang Chen, Weilüe af Yu Huan, og Bogen om Wu af Wei Zhao. Chen Shou skabte Sanguo Zhi med udgangspunkt i disse allerede eksisterende værker. Men da staten Shu manglede dokumenter om sin historie, blev Bogen om Shu i Sanguo Zhi komponeret af Chen Shou selv baseret på hans personlige erindringer om hans tidlige liv i Shu og andre primære kilder, han indsamlede, såsom skrifter Zhuge Liang. Sanguo Zhi brugte året 220 e.Kr. - hvilket markerede afslutningen på Han-dynastiet - som det år, hvor staten Wei blev etableret. Sanguo Zhi betegnede herskerne i Wei som "kejsere" og dem i Shu og Wu som "fyrster" eller ved deres personlige navne. Det var for at opretholde legitimitet for Jin-dynasti som arvtager af det himmelske mandat fra Wei, eftersom Wei først måtte være blevet "udpeget" som den sande efterfølger til Han-dynastiet for, at Jin-dynastiets påstand kunne være effektiv.

## Historisk fremstilling
De romantiske og historiske traditioner om De Tre Kongedømmers periode har været så forvirret i århundredernes, at Sanguo Zhi må betragtes som en uvurderlig historisk kilde. Selv om værket indeholder fejl, er det dog mere historisk korrekt end de konstruktioner, som er gjort af forfattere i senere perioder. Mange af de politiske, økonomiske og militære personer fra De Tre Kongedømmers periode har deres egne biografier i Sanguo Zhi, som er dem, der har bidraget til områderne kultur, kunst og videnskab. I sagens natur er arbejdet en faktisk krønike, ligesom dem, der blev skrevet i det tidlige middelalder Europa noget senere. Teksten er kedelig og lidt mere end en samling af historiske fakta.
En grov oversættelse af en typisk uddrag af Guan Yu's biografi er som følger:
"I det 24. år (af Jian'an), blev den Tidligere Herre konge af Hanzhong, og han udnævnt (Guan) Yu som "general over hæren". Det samme år førte (Guan) Yu sine mænd i et angreb på Cao Ren ved Fan. Herren Cao sendte Yu Jin for at støtte (Cao) Ren. I efteråret fik store regnskyl Han-floden til at oversvømme, og (Yu) Jin og de syv hære gik tabt."
På grundlag heraf er det muligt at etablere et rimeligt præcist billede af begivenhedernes rækkefølge, og hvordan historien udfoldede men næsten intet om samfundet eller om dets institutioner eller politikker.
Mængden af kreativ fantasi anvendt i gamle kinesiske historiske fortællinger er umulig at vurdere præcist. Sima Qian beskæftigede sig med denne virksomhed i sine "Optegnelser fra Den Store Historiker" og det kan antages, at Chen Shou også gjorde det samme i Sanguo Zhi. Det er højst usandsynligt, at forskellige bemærkninger, som ledere eller soldater formodes at have gjort i kampens hede kunne have været taget ned stenografisk, og derfor kan mange af dem være forkerte.
Chen Shou, en tidligere Shu undersåt, begunstigede sin fremstilling af Wu i sit arbejde, men denne præference var underordnet Jin-dynastiets synspunkt, hvor man anså Wei som den legitime efterfølger til Han-dynastiet. Han henviste til Wei's herskere som "kejsere", Shu's herskere som" "fyrster", og Wu's herskere ved deres personlige navne. Han heller aldrig henvist til Wu's kejserinder som "kejserinder", i stedet kalder han dem for "fruer".
Bogen er også vigtigt for udforskningen af japanske historie (hvor den er kendt som Sangokushi (三国 志?)), eftersom den i sit bind om Wa er det første historiske dokument, som udtrykkeligt omtaler Japan. Den beskriver det gamle land Yamatai og dets dronning Himiko.

## Indhold

### Datoer
På grund af den biografiske snarere end primært annalistiske opbygning af arbejdet, er fastlæggelsen af datoer for det historiske indhold både upræcis og utriviel. Visse bind indeholder baggrundsinformation om deres personernes forfædre, som går tilbage århundreder før den vigtigste omtale. For eksempel begynder biografien om Liu Yan med at diskutere hans forfader Liu Yu fik lensmandsstatus ved Jingling (nuværende Tianmen, Hubei) i omkring 85 e.Kr. Den første begivenhed som får en detaljeret beskrivelse i hele arbejdet, er De gule turbaners oprør i 184. Mange biografier omtale begivenheden i forbifarten, men mere konkrete oplysninger, såsom korrespondance og troppebevægelser under opstanden, kan findes i fragmentarisk form i mindst fire bøger: i biografierne om Cheng Yu, Yu Jin, Liu Bei og Sun Jian.
De tre bøger i Sanguozhi ender på forskellige tidspunkter, idet hovedafsnittet i Wei's Bog slutter med Cao Huans abdikation i 265, Shu's Bog slutter med Liu Shans død i 271, og Wu's Bog slutter med Sun Haos død i 284.

## Engelske oversættelser
- Mark E. Byingtom: "An Account of the Han in the Sanguozhi - an annotated translation" (Early Korea, vol. Two: The Samhan Peruiod in Korian History; Harward University 2009; s. 125-152)